# Pistolet sygnałowy

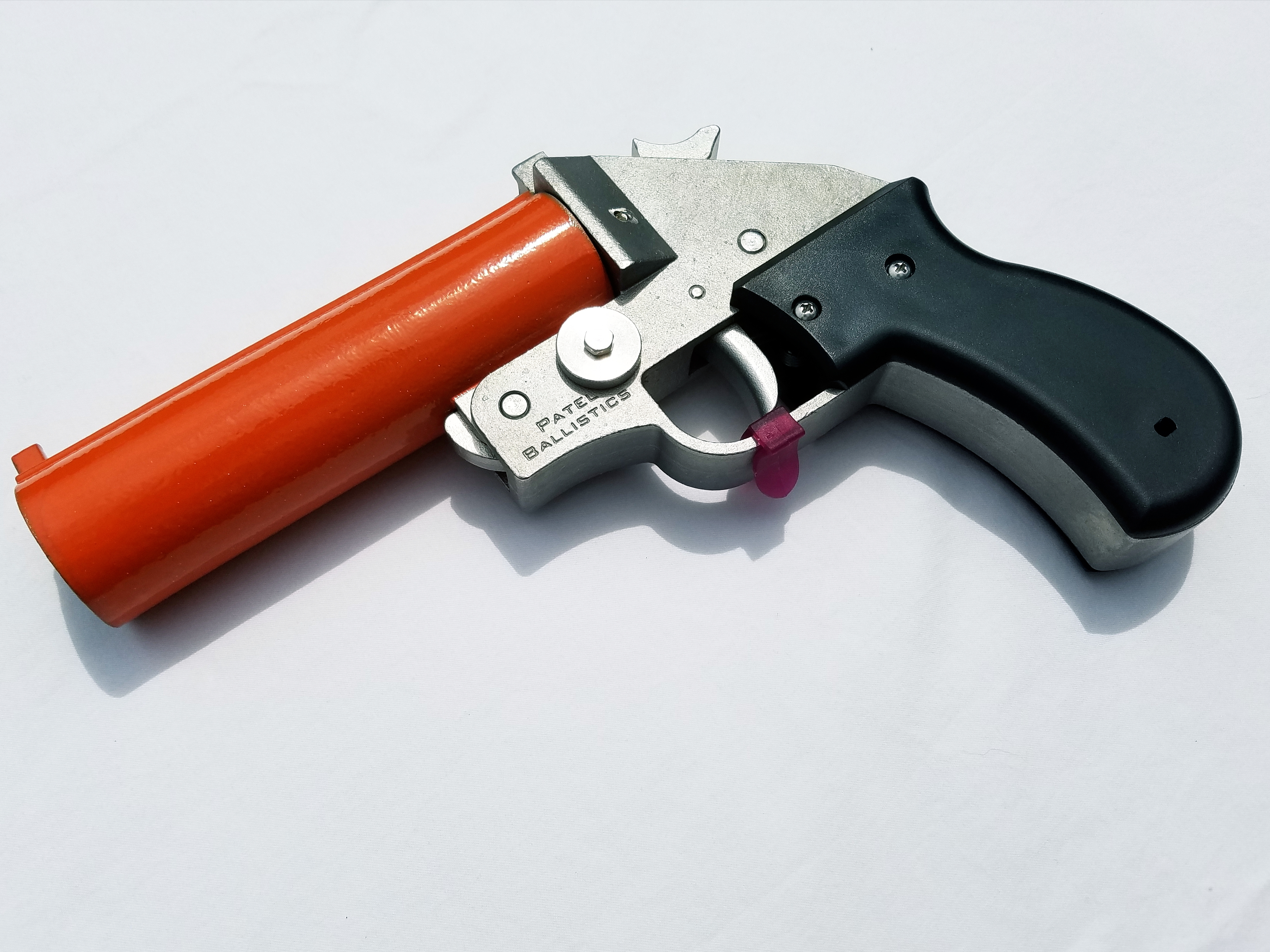
Współczesny pistolet sygnałowy kalibru 26,5 mm

Pistolet sygnałowy, rakietnica – pistolet strzelający racami lub flarami świetlnymi, wykorzystywany do przekazywania sygnałów świetlnych i oświetlania terenu.
Wyrzucenie pocisku (ładunku oświetlającego) następuje na skutek spalania prochu. Posiada jedną lub dwie lufy z przewodem gładkościennym oraz mechanizm uderzeniowy kurkowy. Ładowany jest nabojami bezpośrednio do lufy po jej odchyleniu (podobnie, jak ładuje się broń myśliwską). Typowy kaliber pistoletu to 26 mm. Nazywany jest potocznie rakietnicą, a naboje sygnałowe rakietami sygnalizacyjnymi.

## Zastosowanie rac sygnalizacyjnych

### militarne
- do oświetlenia celu przed nocnym bombardowaniem przez niewielką ilość pocisków świetlnych,
- przy linii frontu do oświetlania terenu, aby zapobiec przedostaniu się zwiadowców,
- do obrony,
- podczas ostrzału artyleryjskiego do wskazania celu,
- partyzanci rakietnicą wskazują miejsce lądowania samolotu lub zrzutu sprzętu,

### cywilne
- do wskazania miejsca pobytu rozbitków na morzu lub w trudno dostępnym terenie. 
  - Międzynarodowe Przepisy o Zapobieganiu Zderzeniom na Morzu 1972 Załącznik IV Sygnały wzywania pomocy:

1.  Następujące sygnały, używane lub pokazywane łącznie albo z osobna, wskazują niebezpieczeństwo i potrzebę pomocy:
(a)  wystrzał armatni lub inny sygnał detonacyjny dawany w odstępach około 1 minuty,
(c)  rakiety lub pociski wyrzucające czerwone gwiazdy, wystrzeliwane pojedynczo w krótkich odstępach,
2.  Używanie lub pokazywanie któregokolwiek z powyższych sygnałów w innym celu niż dla wskazania i potrzeby pomocy oraz używanie innych sygnałów, które można byłoby pomylić z powyższych sygnałów, jest zabronione.